# Canale (Piemont)
Canale ist eine Stadt in der italienischen Provinz Cuneo (CN), Region Piemont. 

## Lage und Einwohner
Canale liegt etwa 75 km nordöstlich von der Provinzhauptstadt Cuneo entfernt. Sie ist der größte Marktort des Roero und rühmt sich als die Hauptstadt des piemontesischen Pfirsichs. Canale besteht aus den Stadtteilen Madonna Dei Cavalli, San Defendente-Valpone und Madonna di Loreto und hat 5492 Einwohner (Stand 31. Dezember 2023).
Die Nachbargemeinden sind Castellinaldo, Cisterna d’Asti (AT), Montà, Monteu Roero, Priocca, San Damiano d’Asti (AT), Santo Stefano Roero und Vezza d’Alba.

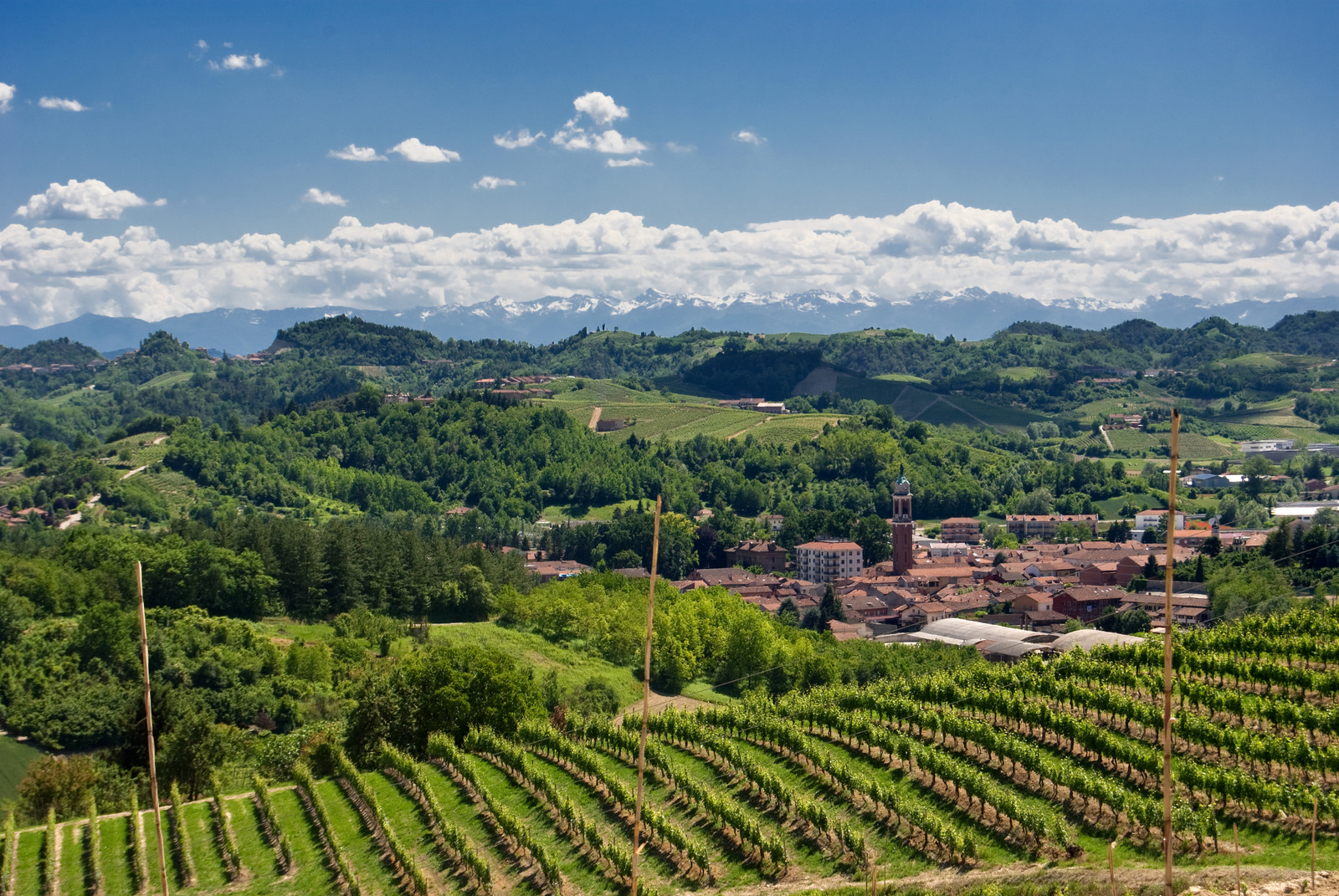
Panorama

## Geschichte

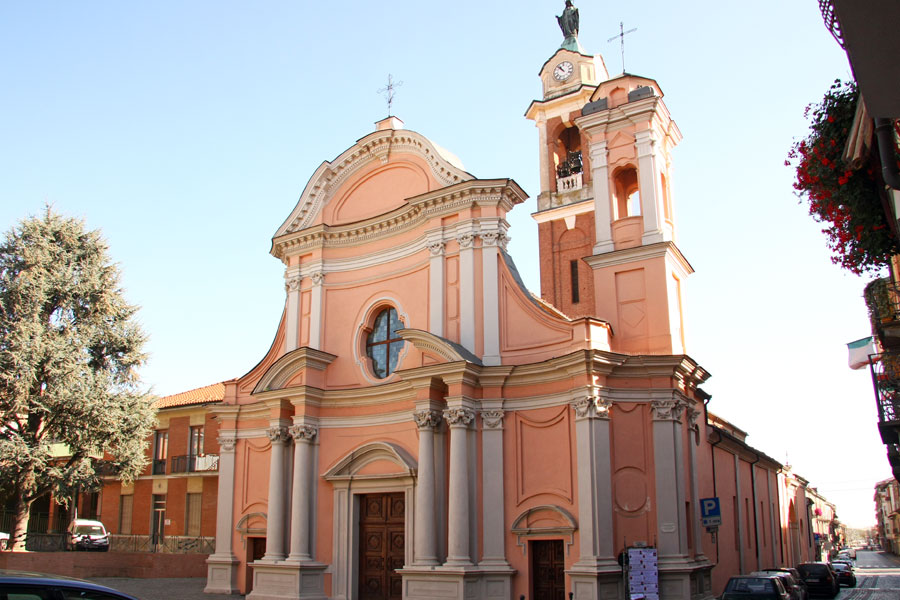
Die Pfarrkirche von Canale

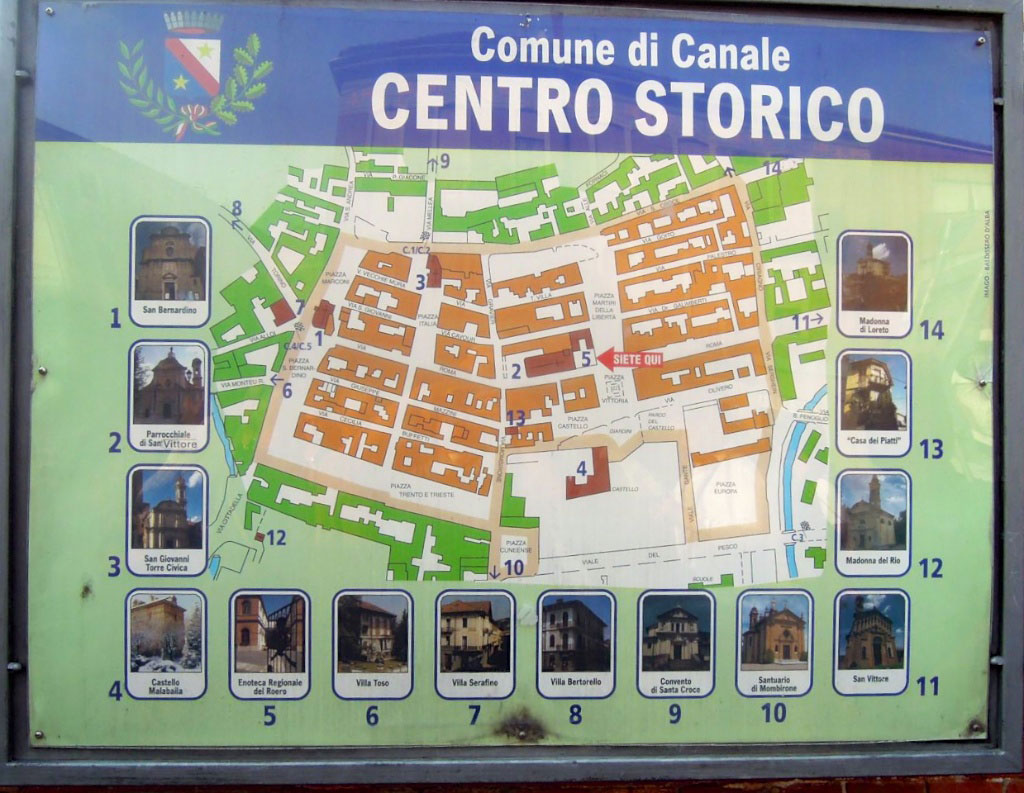
Stadtplan der historischen Altstadt

Canale wurde im Jahre 1260 von der freien Stadt Asti nach der Niederlage der Grafen Biandrate gegründet. Daraufhin verbannte Asti die Schlossherren des Bischofs, die sich bisher den Besitz geteilt hatten, aus der Gemeinde. Die Bevölkerung zog aus verschiedenen Dörfern der Umgebung, wie z. B. Anterisio, Loreto di Canale, Castelletto d'Astisio und anderen kleineren Städten dorthin. Canale wurde in der typischen Bauweise dieser Zeit als „Villanova“ mit rechtwinkligen Straßen und Arkaden, vergleichbar mit Villanova d’Asti angelegt.
Danach hatte Canale eine wechselvolle Herrschaftsgeschichte: 1387 kam Canale zur Grafschaft der Visconti. Diese übertrugen die Ortschaft im Rahmen einer Mitgift an die Orléans. 1530 wurde die Herrschaft an das Haus Savoyen abgetreten.
Durch ein Dekret des Präsidenten der Republik, auf Empfehlung des Ministeriums des Innern, hat Canale am 27. Juli 2011 den Titel „Stadt“ erhalten.

## Wirtschaft
Die Campari-Gruppe betreibt in Canale (Frazione Valpone) zwei Fabriken für die Marken Campari und Aperol.
Zu Beginn des 20. Jahrhunderts, als Reaktion auf die Reblaus, die enormen Hagelschäden von 1906 und andere starken Schäden, die den Weinbau geschwächt hatten, wandte sich die Landwirtschaft dem Anbau von Pfirsichen zu. In diesen Jahren entstand der Ruf des „Canale-Pfirsichs“ – mit einem täglichen Markt und einer Produktionsmenge die im ganzen Land verkauft werden konnte und auch über die Grenzen exportiert wurde. Derzeit wird der Pfirsich-Anbau weitgehend zugunsten einer neuen Konzeption der Landwirtschaft auf der Basis von Weinbau reduziert, mit Schwerpunkt auf der Rebsorte Arneis, aus der der berühmte Weißwein Roero Arneis DOCG gewonnen wird. Weiterhin werden die Rebsorten Barbera und Nebbiolo angebaut.

## Gemeindepartnerschaften
- Rodilhan (seit 1971)
- Sersheim (seit 1984)

## Festivals und Messen
- Fiera del Pesco (Pfirsich-Messe, immer in der letzten Juli-Woche)
- Palio dei Borghi (im Sommer, ausgetragen von den neun Contraden (Stadtteilen))
- Gran Premio del Pesco (Rennen mit selbstgebauten Fahrrad-Zweisitzern am letzten Donnerstag im Juli)
- Sagra della Braciola e dell'Agnolotto al Plin (Kotelett- und Ravioli-Fest, erstes Wochenende im Juli, im Weiler Valpone)
- Na Sgambassà, Laufwettbewerb auf Wanderwegen zwischen den Hügeln der Umgebung, von „Pro Loco“ organisiert, (1. Mai eines jeden Jahres)
- Gran Mercà, (Großer Markt) ist ein Markt für Antiquitäten, Sammlerstücke und Hobby zweimal im Jahr (Frühjahr und Herbst)
- Optima Roero (Markt für Lebensmittel und Weine) mit Produkten der lokalen Landwirtschaft, Weinen des Roero Arneis DOCG und Austern aus der Bretagne (Mai)
- Mercatino di Natale (Weihnachtsmarkt) an zwei Sonntagen im Dezember. Während des Marktes kann man (ohne Eintritt) den mittelalterlichen Turm zu besuchen. Am Nachmittag werden kostenlose heiße Schokolade und Kuchen und am zweiten Sonntag werden Kastanien (jeweils kostenlos) serviert.

## Söhne und Töchter
- Tommaso Villa (1829–1915), Abgeordneter und Minister
- Elio Locatelli (1943–2019), Eisschnellläufer
- Marco Mellino (* 1966), römisch-katholischer Geistlicher und Kurienbischof